# 최은희 (희극인)
최은희(1980년 8월 27일 ~ )은 대한민국의 희극 배우이다.

## 학력
- 동덕여자대학교 스포츠학과

## 출연작
- 개그투나잇 (SBS)
- 웃찾사 (SBS)
- 상식의 여왕 (GTV)
- 볼수록 애교만점 (MBC)
- KBS 드라마 스페셜 (KBS2)
- 강력반 (KBS2)
- English Cafe (EBS)